# Степове укладення
Степове укладання (калм. ᡕᡄᡍᡄ 
ᡔᠠᡎᠠᠰᡇ᠎ᡕᡅᠨ 
ᡋᡅᡒᡅᡎ, Ик Цааҗин Бичг — «Великий Кодекс Законів») — ойрато-монгольський звід законів XVII століття.

## Історія прийняття уложення
У вересні 1640 року, на з'їзді ойратських і халхаських ханів, нойонів (князів) і тайшів (старійшин) у передгір'ях Тарбагатая, було прийнято єдине зведення законів, відомий як «Степове укладання» .
Організатором загальномонгольського з'їзду виступив джунгарський хунтайджі Ердені-Батур (1635—1653). У з'їзді взяли участь халха-монгольські хани — Дзасагту-хан Субуді та Тушету-хан Гомбодорджі. Халхаський Сецен-хан Шолой прислав замість себе двох синів: Ердені-хунтайджі та Далай-хунтайджі. З Кукунора прибув хошутський Гушіхан разом зі своїми синами. З Волги приїхав торгутський тайші Хо-Урлюк із синами Шукур-Дайчином та Йельден-Нойоном. Велика група найвпливовіших нойонів представляла Джунгарію. Серед них, крім Ердені-Батура, були Очірту-Цецен-хан, Кундулен-Убаші, Тенгері-Тойн, Убаші-Далай-Нойон, Дайчін-Хошучі, Цецен-Нойон, Буо-Ельден та інші . На з'їзді також були присутні великі релігійні діячі: Манджуширі-хутукта, намісник Далай-лами в Джунгарії, Інзан-рімпоче, намісник Далай-лами в Халху, більш відомий під ім'ям Цаган ногон-хан, або Майдарі-хутухта, і знаменитий Зая-Пандіта.

## Документ
Покладання ґрунтувалося на «Ясі» Чингісхана, кодексі халхаських князів 1620 року, та інших законах звичайного права монголів (халхів, «власне монголів») та ойратів, переосмислених та доповнених відповідно до історичної ситуації. Оригінальний текст, що не дійшов до нас, мабуть, був написаний однією зі старомонгольських мов. У російських архівах збереглися ойратські списки документа.
Монголо-ойратські закони 1640 року мали стати єдиними правовими нормами щодо врегулювання внутрішнього життя ойратів і монголів.

В укладанні знайшла відбиток перероблена під впливом буддизму та буддистських намісників Далай-лами стратегія колективних дій монголо-ойратських союзників проти ворогів-іноплемінників.
«Якщо хтось, напавши на нашу державу, вчинить вбивства, розорить і пограбує велику кількість людей і поселень, то монголи і ойрати, об'єднавшись, повинні відпустити напавшого і, забравши весь його стан, половину віддати тому, хто відпустив [зруйнований], а іншу половину взяти і розділити навпіл [між ойратським та монгольським князями]» .

## Доповнення до Степового Уложення

### Джунгарське ханство

#### «Укази Галдана»
Укази джунгарського правителя Галдана-Бошогту-хана, що побачили світ протягом 1670-х років, зазвичай визначаються як доповнення до законів 1640 року. Як писав М. Я. Бічурін:
«Галдан-Бошокту… відомий залишився в Історії як освічений володар та законодавець. Він поповнив Степовий Уклад, виданий батьком його Батором-Хонь-Тайцзі; склав нову систему феодального поділу земель, яким навмисне обмежив і владу та силу інших трьох Ханів Ойратства…» .
Галдан видає два укази, причому другий, датований 1678 роком, не має відомостей про перший. Треба враховувати, що перший указ, ймовірно, був випущений невдовзі після його приходу до влади, можливо, під впливом принаймні двох обставин. По-перше, економічна ситуація на територіях, що підпорядковані Галдану, може бути причиною, оскільки головна тема указу стосується боротьби з голодом і утіканням кочівників з їхніх колишніх земель. Але головною метою випуску указу було «встановлення порядку» у ханстві та зміцнення влади. Розширення території Джунгарії за рахунок включення земель, населених мусульманами, призвело до видання нового указу Галдана у 1678 році, половина статей якого присвячена взаєминам з ойратами.

### Хошутське ханство

#### «Монгольський укладення Гуші-хана»
Уложення Гуші-хана закінчене в 1647 році, унікально тим, що передмову до нього написав сам Далай-лама, який зазначив в «Автобіографії», що висловив свою думку щодо підготовлюваного Гуші-ханом закону. У підготовці «Монгольського уложення» Гуши-хан спирався як у монгольські правові традиції (наприклад, подібне законодавство Алтан-хана, закони 1640 року та інших.), і думки і знання своїх близьких друзів, наприклад, десі Соднама Чойпела. На жаль, сам документ зберігся в поганому стані, проте його уривки, а також зміст передмови від Далай-лами дозволяють припустити, що ролі буддизму в ньому приділено значну увагу. Далай-лама у тексті зазначив, що документ написаний і для ойратів із монголами, і для тибетців. Імовірне таке зауваження лідера Тибету мало в тому числі суто політичне обґрунтування: згідно з "Мен-гу ю-му-цзи ", хошутському хану від цинського імператора в 1646 році "надані були лати, шолом, лук і стріли для того, щоб він керував усіма елютами" .

#### «Основне укладання Кукунорського чуулгану»
Ідеї Гуші-хана стали основоположними для такого важливого юридичного документа, як «Основне укладання Кукунорського чуулгану», який є важливою рідкісною історичною пам'яткою. Не цілком зрозуміла причина ухвалення цього нового закону. Через кілька років після смерті Гуші-хана, в 1660 році, єдине ханство хошутів розпадається, і відбулося формування двох спільностей — кукунорських і тибетських хошутів, при цьому перші були дещо відтіснені від тибетських первосвящеників. Як писав Л. Петек, « нащадки Гушрі-хана, що живуть там [у Кукунора], завжди були досить ревниві до своїх двоюрідних братів у Тибеті» . Цей закон був прийнятий на з'їзді кукунорської знаті, який відбувся в 1685 році в містечку Цаган Толгою, під проводом Тендзін-Далай-хана (Гончігдалай-хана), лідера хошутів Кукунора. Зміст Уложення ґрунтувався на таких ойратських, монгольських та тибетських законодавчих актах, як закони 1640 року, «Законоукладання» Алтан-хана, «Закон семи хошунів Халхі» і закон Тибету. Цей документ зберігся краще, ніж «Монгольський укладення» Гуші-хана, і його зміст дозволяє судити про роль релігії в цьому ойратському співтоваристві.

### Калмицьке ханство

#### «Тогтол Дондук-Даші»
Ще в жовтні 1736 року зайсан Абуджа, представник калмицького правителя Дондук-Омбо (1735—1741), говорив на зустрічі з графом А. І. Остерманом, що Дондук-Омбо просить «для кращого між росіян і калмик сварок розбирання особливого указа та права». О. І. Остерман відповів, що від Її Імператорської Величності піде «всемилостивіша резолюція». Також калмицький правитель просив, щоб спочатку з указом ознайомили його, щоб він міг у тому, що потрібно буде погоджуватися. Таким чином, були і інтереси Двору, і зустрічне бажання калмицьких правителів внести зміни до законодавства, затвердженого віком раніше. Про необхідність нового права до імператриці писав наступний калмицький правитель Дондук-Даші (1741—1761); лист це було отримано в Санкт-Петербурзі 2 червня 1745.
При Дондук-Даші процеси, започатковані при Дондук-Омбо, отримали логічне завершення у складанні доповнень до законів 1640 року, відомих під назвою «Тогтол» Судячи з змісту «Тогтол», важлива роль у їхньому складанні належала буддійському духовенству, а вся робота велася при безпосередньому залученні до процесу самого Дондук-Даші: «Ми, на чолі з Дондук-Даші, всі світські та духовні (особи), вирішивши, написали коротко світські та духовні закони». Закони Дондук-Даші не скасовували закони 1640, але вносили відповідні уточнення; на думку Г. Церенбала та Х. Ценгела, зміст «Тогтол» дозволяє стверджувати, що Дондук-Даші було знайоме і «Укладання» кукунорських хошутів.
Вивчення доповнень Дондук-Даші дозволяє відзначити ряд характерних рис: по-перше, акцент робився на зміцнення дисципліни як серед духовенства (їм заборонялося вживати без санкції свого керівництва спиртне, ходити без оркімджі та ін.), так і серед мирян, які вирішили прийняти певні обітниці («світські особи, прийнявши (виконання) правил восьмичленного (обіту), повинні дотримуватись (пост) у три (дня) місяці»). По-друге, тим самим посилювався авторитет релігії буддизму серед населення, що могло бути пов'язане з політикою християнізації калмиків, що проводилася.